# Crèche comtoise
La crèche comtoise est une crèche vivante, sous forme de théâtre populaire, de la région de Franche-Comté en France.
Si la tradition des crèches vivantes est apparue en Italie avec les débuts du christianisme, l'origine de la crèche comtoise remonte au XVIIIe siècle.
À la veille de la Révolution, sous l'Ancien Régime, un marionnettiste présente, à Besançon, un spectacle populaire en mêlant aux protagonistes de la nativité (Sainte Famille, âne et bœuf, bergers, rois mages...), des personnages de la société locale, notamment le fameux Barbisier (ou Barbizier), vigneron confronté aux conditions de vie précaires, qui incarne une résistance des Francs-Comtois et devient ainsi le héraut de l’identité culturelle de la Franche-Comté.
Cette reconstitution particulière de la nativité, parlée en patois bisontin, devint partie intégrante du patrimoine linguistique, en permettant une meilleure connaissance par le grand public du dialecte Doubs-Ognon, une des composantes du franc-comtois. Elle prendra ensuite une forme théâtrale. Les dialogues, transmis oralement, ont été transcrits au XIXe siècle. La Crèche comtoise reflète l'esprit du quartier Battant de Besançon, quartier populaire peuplé de vignerons puis d'ouvriers horlogers et dont les habitants se nommaient les bousbots.

## Histoire
La Crèche, se situe dans la lignée des Noëls bisontins écrits par Christian Prost et François Gauthier à la fin du XVIIe et dans la première moitié du XVIIIe siècle. D'après Charles Nodier, un nommé Barbisier, vigneron de Battant, issu d'une famille connue pour son indiscipline, fit une scène improvisée devant un théâtre muet qui eut tant de succès qu'une nouvelle forme de Noël naquit.
C'est au marionnettiste Landryot, né en 1750 de parents "bousbots", que l'on doit la première interprétation de la Crèche, avec son assistant Mouraux, qui serait parent avec le vrai Barbisier. Celle-ci se déroula le 22 décembre 1793  mais subit les foudres de la Terreur qui l'interdira. La pièce devint par la suite très  populaire : transcrite en patois de Haute-Saône et du Jura, elle sera mise sur papier par Auguste Bailly au XIXe siècle, puis reprise par Jean Garneret en 1974. La Crèche comtoise est jouée également dans la ville de Maîche (Haut Doubs) par une troupe d'amateurs. Le rôle de Barbisier, personnage principal cette crèche, fut tenu par Pierre-François Cartier qui nous a quittés en 2008. Les représentations agrémentées du chœur des Anges et de celui des Bergers sont des moments forts pour tous ceux qui apprécient le patois comtois.
Par ailleurs Besançon, comme Naples, Gênes ou la Provence, a une crèche de Noël particulière. Elle est due à Mgr Maurice Dubourg qui, avant d'être évêque à Besançon de 1936 à 1954, le fut à Marseille dans les années 1930. S'inspirant de la Crèche provençale, il  suggéra la réalisation des personnages de la crèche de Noël bisontine en santons. C'est le santonnier Rodolphe Devuouassoux d'Aix-en-Provence qui lancera la production dans les années 1960 avant d'être relayé par Jocelyne Lambert  de Carpentras. Cette dernière ayant mis fin à ses activités en 2016, c'est le père Benoît Carrigue, arrivé à Besançon l'année précédente, qui est le dépositaire des moules originaux et qui recherche un santonnier décidé à poursuivre la fabrication. De nombreux collectionneurs souhaitent en effet se procurer les différents personnages de cette crèche spécifique à commencer par  ceux de Barbisier, la Naitoure, le Diable, Verly le "compère", la "coquette"...
Alors que la Crèche comtoise n'était plus jouée à Besançon, elle est relancée à Pugey dès 1980 sous l'impulsion du Foyer rural Arguel-Pugey. Dans ce village, elle connaît un certain succès et réunit dès le début près de 90 participants. La troupe pugelote va faire une tournée en Franche-Comté, à Annecy, Lyon et même Paris en 1983.

## Personnages
- Barbisier, vigneron à Besançon

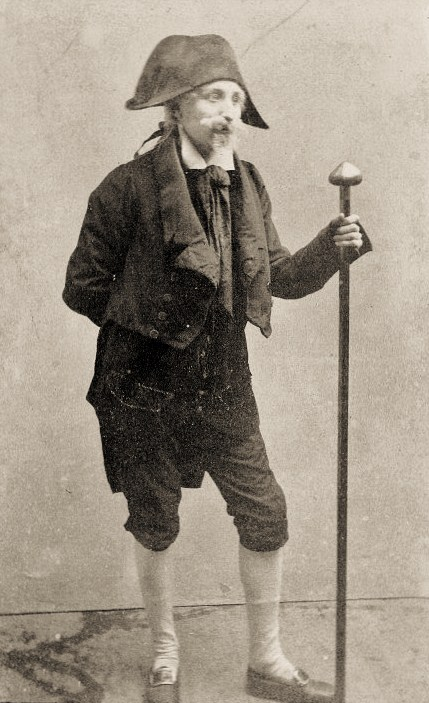
Barbizier dans les années 1890

- Le Compère Verly, confident de Barbisier
- Naitoure, femme de Barbisier
- Le frère Blaise, solitaire de la montagne
- Le frère Étienne, quêteur
- La sœur Angélique, de l'hôpital
- L'avocat Berthelot

## Le texte
Le texte est divisé en deux parties, alternant dialogues et chants. Mais la partie la plus intéressante est le Sermon sur la pénitence. Son style métaphorique et burlesque en fait l'une des pages les plus originales de la littérature comtophone.
« Y ai longtemps, chrétien auditeux, que vous aitantes in loupin de lai pairouële di bon Duë ; vouëte pouëre âme ot coume ne boubotte dan in pouthu de muraille, qu'aitant que n'ouzé aipoustoulique li veigne baillie ne boca de remontranses. Touchie de lai longue durie de vouëte prévarication, i seu venu ici pou vous presenta ne loiche trempa dans lai souësse ai l'ouërange das-iaux spirituelles. Main pet-être que ce mout de souësse ai l'ouërange vous rebute, chéres victimes de lai mourtification, vous qu'étes tirie de vouëte gôrge las douceu et las délices de ce monde, pou boire ai grands couës lou ratafiat de lai misére dans lou goubelot de l'aibstinence. 
Vous crairis pet-étre qu'i seu venu aivouë lou cainon de lai friandise et lai cairaibine de lai sensualita, pou aicrouëla lou tampon de lai soubriéta que vous-étes pyanta aivant dans vouëte conscience. Ce n'ot que n'ailiment tout spirituel qu'i vous faut ; aicoutumas de distilla lai quintessance das sucreries de lai vathu et lou sirop de lai piété, vous ne pourris pu founi ai ças courvas entousiastiques, ças vapeu mitounas de dévotion que fant aicabrioula vouëte coeu dans lou senterot di pairaidis, pas lou lip-lop de l'aimouot di bon Duë. Ce n'ot donc qu'enne nourriture toute spirituelle qu'i vous faut. Aitante in mouëment, i vai vous fâre n'instruction dedans lai caisserouële de lai pénitence, que serat bin mairina et bin-aissaisonna. »